# Wolfert van Borselenpenning
De Wolfert van Borselenpenning is een penning vernoemd naar de Zeeuwse edelman Wolfert van Borselen, die Rotterdam in 1299 stadsrechten verleende.
De penning is bedoeld voor personen die een prominente rol hebben gespeeld op verschillende terreinen van de Rotterdamse samenleving. De penning werd in 1967 ingesteld en wordt uitgereikt door de gemeente Rotterdam. De penning is van zilver en toont aan de voorzijde het ruiterzegel van Wolfert van Borselen. Bij de penning hoort ook een draagspeld.

## Ontvangers

### A
- Nicolaas Apeldoorn (1978)
- Feike Asma (.....)

### B
- Jeannette Baljeu (2015)
- Fernand Banning (2003)
- Han Bannink (1990)
- Lotte Stam-Beese (1968)
- Dick van Bekkum (1990)
- Aaron Betsky (2006)
- Peter Blanker (2003)
- Hans Blankert (2001)
- Jaap Boogaard (2005)
- Piet Boogaard (1975)[1]
- Meindert Booij (2015)
- Wouter Boonzaaijer (2014)
- Bram den Braber (1999)
- Hamith Breedveld (2014)
- Gré Brouwenstijn (1971)
- George Brouwer (2012)
- Leo Bruijn (2018)

### C
- Joop van Caldenborgh (2002)
- Eric Cossee (2007)
- Metin Çelik (2010)
- Gerard Cox (2000)

### D
- Ien Dales (1981)
- Jules Deelder (2004)
- Arend Isaac Diepenhorst (1984)
- Dora Dolz (2008)
- Diederik van Dommelen (2018)
- Gerrit Doeksen (.....)
- Ton Dorresteijn (2009)
- Daan Dura (.....)
- Erwin van Duin (2010)
- Dirk Dekker (1998)

### E
- Cees van Es (1987)
- Steven van Eijck (2007)
- Co Eger (2007)
- Rob van Erk (2007)
- Hans Elemans (2002)
- Cees Esbach (1976)

### F
- Hans Franken (1977)

### G
- Valeri Gergiev (1999)
- Willem Geerlings (2006)
- Christien Grootveld-Parree (2008)
- Rudolph van der Graaf (2010)
- Carlos Goncalves (2014)
- George van Gent (2014)
- Jacob van der Goot (2015)

### H
- Puck van Heel (1979)
- Wout van Heusden (1975)
- Henk Hofland (1999)
- Piet Hoogendoorn (1994)
- Jan van Herwaarden (2005)
- Jan Hagendijk (2006)
- Sandra den Hamer (2008)
- Maria Heiden (2009)

### J
- Ben Janssen (2013)
- Hugo de Jonge (2017)
- Nico Janssens (2006)

### K
- Hamit Karakus (2014)
- A. Kerstholt (1975)[1]
- Manuel Kneepkens (2006)
- Ivonne Koedam-Hooijkaas (1999)
- Hans Kombrink (2004)
- Rem Koolhaas (2004)
- Frederik Kragt (.....)
- Pim Korver (2006)
- Wim van Krimpen (2000)
- Neelie Kroes (.....)
- Hans Krober (2011)
- Dirk Kuyt (2018)

### L
- Jan Lamberts (1967)
- Peter van der Lelij (1976)
- Peter Lobensteijn (1977)
- Steven Lamberts (2009)
- Han Leune (2007)
- Peter Laman (2011)
- Louis Lemaire (2013)

### M
- G.J.M. Mevis (1995)
- Henk Mali (2000)
- Herman Meijer (2002)
- Haddo H Meijer (2005)
- Johan ter Molen (1999)
- Martin Mooij (1997)
- Richard Moti (2014)

### N
- Bram van Norden (2011)

### O
- Leo Ott (1981)

### P
- Staluse Pera (1971)
- Leo Pronk (2005)
- Eddy Pieters Graafland (1970)
- Wim Pijbes (2008)
- Piet van de Pol (1970)
- Cor Pijlman (2004)
- Jack Post van Ophem (2009)
- Melanie Post van Ophem (2017)
- Frank Pauw (2019)

### R
- Francisca Ravestein (1998?)
- Coos Rijsdijk (1999)
- Jan Raes (2008)
- Marco Rook (2010)
- Frank Roos (2021)
- Herman Rijks (1980)

### S
- Jan Schildkamp (2004)
- Jacques Schoufour (1987)
- Hans Simons (2001)
- Jan Speekenbrink (1975)[1]
- Henk Sonnenberg (2003)
- Henk Sonneveld (2010)
- Adriaan van der Staay (1979)
- Hans Stam (2022)
- Robert Stolz (1970)
- Aad van der Struijs (1979)
- Ernst Storm (1981)
- Nora Storm (2002)
- Pieter Struijs (2008)

### T
- Marten Toonder (1977)
- Lee Towers (2000)
- Jasper Tuytel (2012)

### U
- F.P. van Unen (1975)[1]

### V
- Hans Bas Val (2014)
- Cor Veldhoen (1970)

### W
- Jaap van Waning (2010)
- Frans Weisglas (2007)
- Dick van Well (2005)
- G.A. Westerwoudt (1975)[1]
- Faas Wilkes (1983)
- Cees de Wijs (2007)
- Rob Wiegman (2011)
- Peggy Wijntuin (2018)

### Y
- Esma Yiğitoğlu (2003)

### Z
- Nancy Zeelenberg (1967)
- Jan Zoet (2013)